# Gemeinde Deçan
Die Gemeinde Deçan (albanisch Komuna e Deçanit, serbisch Општина Дечани Opština Dečani) ist eine Gemeinde im Kosovo. Sie liegt im Bezirk Gjakova, untersteht aber dem Regionalgericht von Peja. Verwaltungssitz ist die Stadt Deçan.

## Geographie
Die Gemeinde Deçan befindet sich im Westen Kosovos. Im Norden grenzt sie an Peja, im Osten an Gjakova, im Süden an Junik und im Westen an Montenegro (Plav). Insgesamt befinden sich 37 Dörfer in der Gemeinde, ihre Fläche beträgt 297 km². Zusammen mit den Gemeinden Gjakova, Rahovec und Junik bildet sie den Bezirk Gjakova.

## Bevölkerung
Die Volkszählung aus dem Jahr 2024 ergab für die Gemeinde Deçan eine Einwohnerzahl von 27.775, hiervon waren 27.266 (98,02 %) Albaner, 341 Balkan-Ägypter, 58 Bosniaken, 29 Ashkali, 36 Roma, zwei Serben und drei weitere Ethnien.
2024 deklarierten sich 27.153 als Muslime, 206 als Katholiken und zwei als Orthodoxe, 207 gaben keine Antwort und zwei gehören keiner Religionsgemeinschaft an.
| Zensus    | 1948   | 1953   | 1961   | 1971   | 1981   | 1991   | 2011   | 2024   |
| --------- | ------ | ------ | ------ | ------ | ------ | ------ | ------ | ------ |
| Einwohner | 17.840 | 19.223 | 22.230 | 27.478 | 35.577 | 42.898 | 40.019 | 27.775 |

| Ethnie    | Albaner | Serben | Bosniaken | Türken | Roma | Aschkali | Balkan-Ägypter | Goranen | Andere | Antwort verweigert |
| --------- | ------- | ------ | --------- | ------ | ---- | -------- | -------------- | ------- | ------ | ------------------ |
| Einwohner | 27.266  | 2      | 58        | 0      | 36   | 29       | 341            | 0       | 3      | 40                 |

| Religion  | Muslime | Orthodoxe | Katholiken | Atheisten | Andere | Antwort verweigert |
| --------- | ------- | --------- | ---------- | --------- | ------ | ------------------ |
| Einwohner | 27.153  | 2         | 206        | 106       | 101    | 207                |

## Orte
Die folgende Liste soll einen Überblick über die 37 Orte innerhalb der Gemeinde Deçan verschaffen.
| Albanisch         | Serbisch        | Einwohnerzahl (Volkszählung 2024) |
| ----------------- | --------------- | --------------------------------- |
| Baballoq          | Babaloć         | 1369                              |
| Beleg             | Beleg           | 779                               |
| Belle             | Belaje          | 65                                |
| Carrabreg i Epërm | Gornji Crnobreg | 993                               |
| Carrabreg i Ulët  | Donji Crnobreg  | 1262                              |
| Dashinoc          | Dašinovac       | 244                               |
| Deçan             | Dečani          | 3135                              |
| Drenoc            | Drenovac        | 801                               |
| Dubovik           | Dubovik         | 743                               |
| Dubrava           | Dubrava         | 177                               |
| Gllogjan          | Glođane         | 761                               |
| Gramaçel          | Gramočelj       | 762                               |
| Hulaj             | Huljaj          | 109                               |
| Irzniq            | Rznić           | 1066                              |
| Isniq             | Istinić         | 2764                              |
| Kodralia          | Kodralija       | 554                               |
| Lëbusha           | Ljubuša         | 515                               |
| Lloqan            | Loćane          | 427                               |
| Lluka e Epërme    | Gornja Luka     | 1009                              |
| Lluka e Ulët      | Donja Luka      | 272                               |
| Lumbardh          | Ljumbarda       | 590                               |
| Maznik            | Maznik          | 361                               |
| Papiq             | Papić           | 121                               |
| Pobërgja          | Pobrđe          | 941                               |
| Pozhar            | Požar           | 260                               |
| Prapaqan          | Prapaćane       | 486                               |
| Prekolluk         | Prekoluka       | 228                               |
| Prejlep           | Prilep          | 1142                              |
| Rastavica         | Rastavica       | 711                               |
| Ratish i Epërm    | Gornji Ratiš    | 165                               |
| Ratish i Ulët     | Donji Ratiš     | 282                               |
| Shaptej           | Šaptelj         | 591                               |
| Sllup             | Slup            | 399                               |
| Strellc i Epërm   | Gornji Streoc   | 2055                              |
| Strellc i Ulët    | Donji Streoc    | 1425                              |
| Voksh             | Vokša           | 378                               |
| Vranoc i Vogël    | Mali Vranovac   | 82                                |